# Heilig-Kreuz-Brücke (Feldkirch)

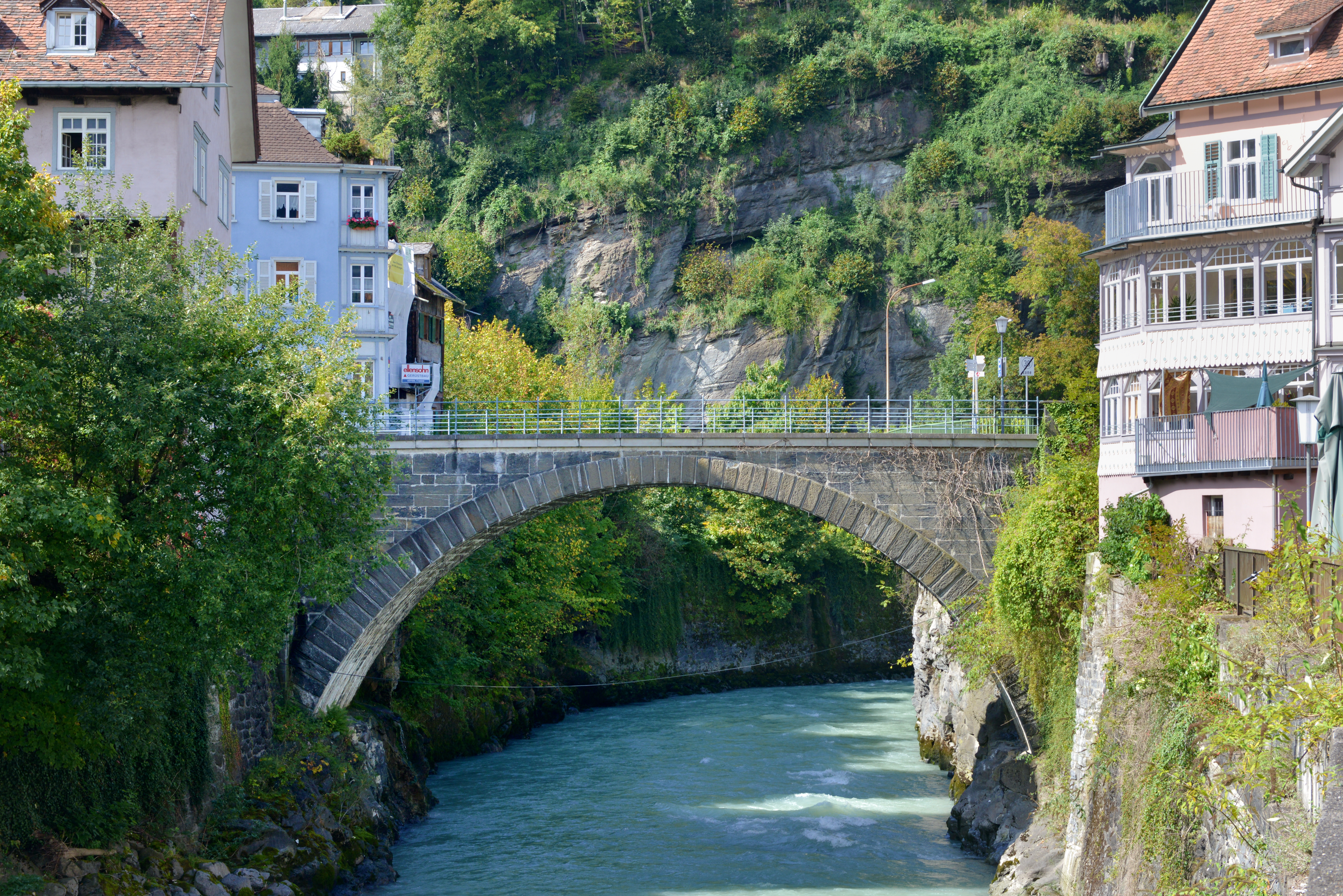
Heilig-Kreuz-Brücke in Feldkirch (2014)

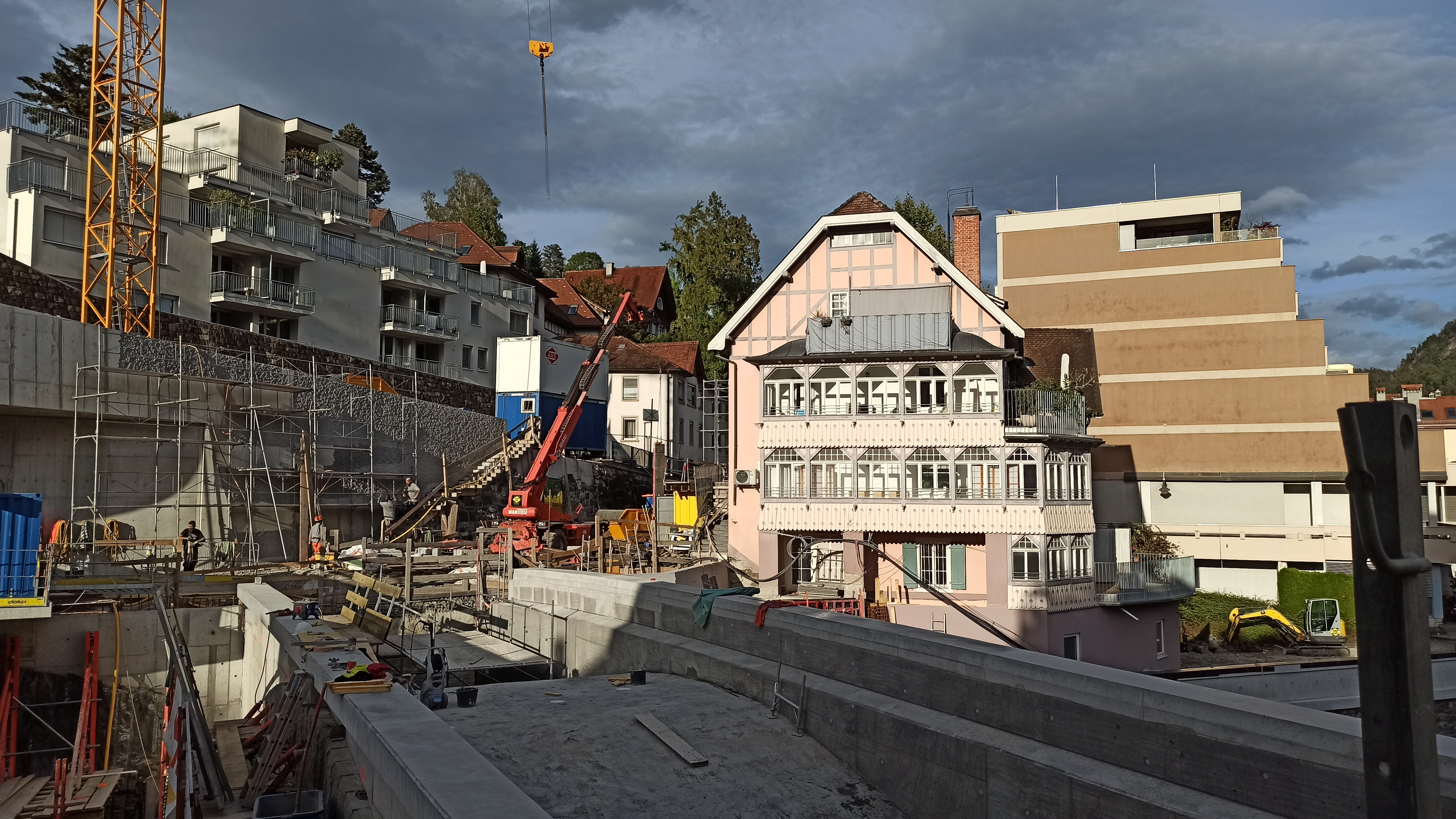
Baustelle (September 2024)

Die Heilig-Kreuz-Brücke quert die Kapfschlucht der Ill in der Stadtgemeinde Feldkirch im Bezirk Feldkirch in Vorarlberg. Die Brücke steht unter Denkmalschutz (Listeneintrag).

## Geschichte
Im Jahr 1389 erstmals urkundlich genannt wurde die Brücke im Jahr 1380 von Graf Rudolf IV. aus Dank für eine gut verlaufene Pilgerreise dem Heiligen Kreuz unterstellt.
Die heutige Heilig-Kreuz-Brücke wurde von 1536 bis 1538 an der Stelle einer Vorgängerbrücke errichtet.
Am 3. Oktober 2023 wurde die bis dahin bereits bis auf den Grund-Bogen abgetragene Brücke schließlich gänzlich abgerissen, um Platz zu machen für Hochwasserschutz-Maßnahmen im Bereich der Illschlucht. Nach einer Vereinbarung zwischen der Stadt Feldkirch und dem Bundesdenkmalamt soll die Heilig-Kreuz-Brücke nach Abschluss der Aufweitungsarbeiten der Illschlucht in ihrem ursprünglichen Stil und optisch beinahe dem ursprünglichen Erscheinungsbild entsprechend wieder aufgebaut werden.